# Benny Andersson
Göran Bror Benny Andersson (Estocolmo, 16 de dezembro de 1946) é um músico, compositor, e produtor musical sueco, mais conhecido por ser integrante do grupo sueco de música pop ABBA.

## O início
Benny Andersson nasceu em Estocolmo, Suécia, em 16 de dezembro de 1946.
Filho do casal Gösta e Laila Andersson, Benny cresceu em uma família que apreciava bastante música folclórica. Aos seis anos ganhou seu primeiro acordeão e aos dez o seu piano.
Ainda adolescente formou sua primeira banda, o Elverkets Spelmanslag, namorou uma jovem cantora  Christina Grönvall, com quem teve dois filhos, Peter Grönvall nascido em 20 de agosto de 1963 e Helene Grönvall, nascida em 25 de junho de 1965. Benny rompeu o noivado com Christina em 1966 (os filhos não receberam o sobrenome Andersson).

## The Hep Stars
Em outubro de 1964, a convite de Svenne Hedlund, Benny entra para o grupo The Hep Stars, substituindo o tecladista original. Eles desenvolveram uma carreira espetacular na Suécia, chegando a serem considerados os Beatles suecos. O repertório do The Hep Stars, consistia basicamente em covers de hits internacionais, porém Benny logo começou a escrever suas próprias canções, dando a banda sucessos como "Sunny Girl", "It's Nice To Be Back", "She Will Love You", "Wedding" e "Consolation".
No final dos anos sessenta, a popularidade do The Hap Stars já não era mais a mesma de anos anteriores. Dentro do grupo, por sua vez, as coisas não iam bem. Havia muitas divergências quanto ao estilo de música que o grupo deveria seguir. Sendo assim, em maio de 1969 os membros do grupo se separam.
Svenne Hedlund sai do The Hep Stars e junto com sua amiga Charlotte Walker, forma a dupla Svenne e Lotta. Benny deixa o The Hep Stars e passa a trabalhar com a dupla.

## Benny & Björn Ulvaeus
Em 1966, quando Benny ainda encontrava-se no The Hep Stars, ele conhece Björn Ulvaeus que na época fazia parte de outro grupo popular sueco, os The Hootenanny Singers. Tornam-se grandes amigos, e passam a compor juntos.
O primeiro trabalho da dupla é a canção "Isn´t It Easy To Say", gravada pelo The Hep Stars, com a participação de Björn na guitarra.
Quando Benny saiu do The Hep Stars em 1969, ele passou a tocar com a dupla Svenne e Lotta, e paralelamente trabalhava com Björn compondo canções para outros músicos e eventualmente para eles próprios. Realizaram uma série de shows pelas cidades suecas. Em março de 1970, lançam o single "She´s My Kind of Girl", e posteriormente o álbum "Lycka", que trazia na faixa  "Hej Gamle Man", as backin vocals Anni-Frid Lyngstad (Frida) e Agnetha Fältskog, na época noivas de Benny e Björn respectivamente.
Como o álbum "Lycka" alcança um relativo sucesso na Suécia, a dupla resolve fazer apresentações por algumas cidades, levando com eles Frida e Agnetha. Benny e Björn viam grande potencial nas moças, e acreditavam que juntos poderiam formar um bom grupo.

## Benny & Frida

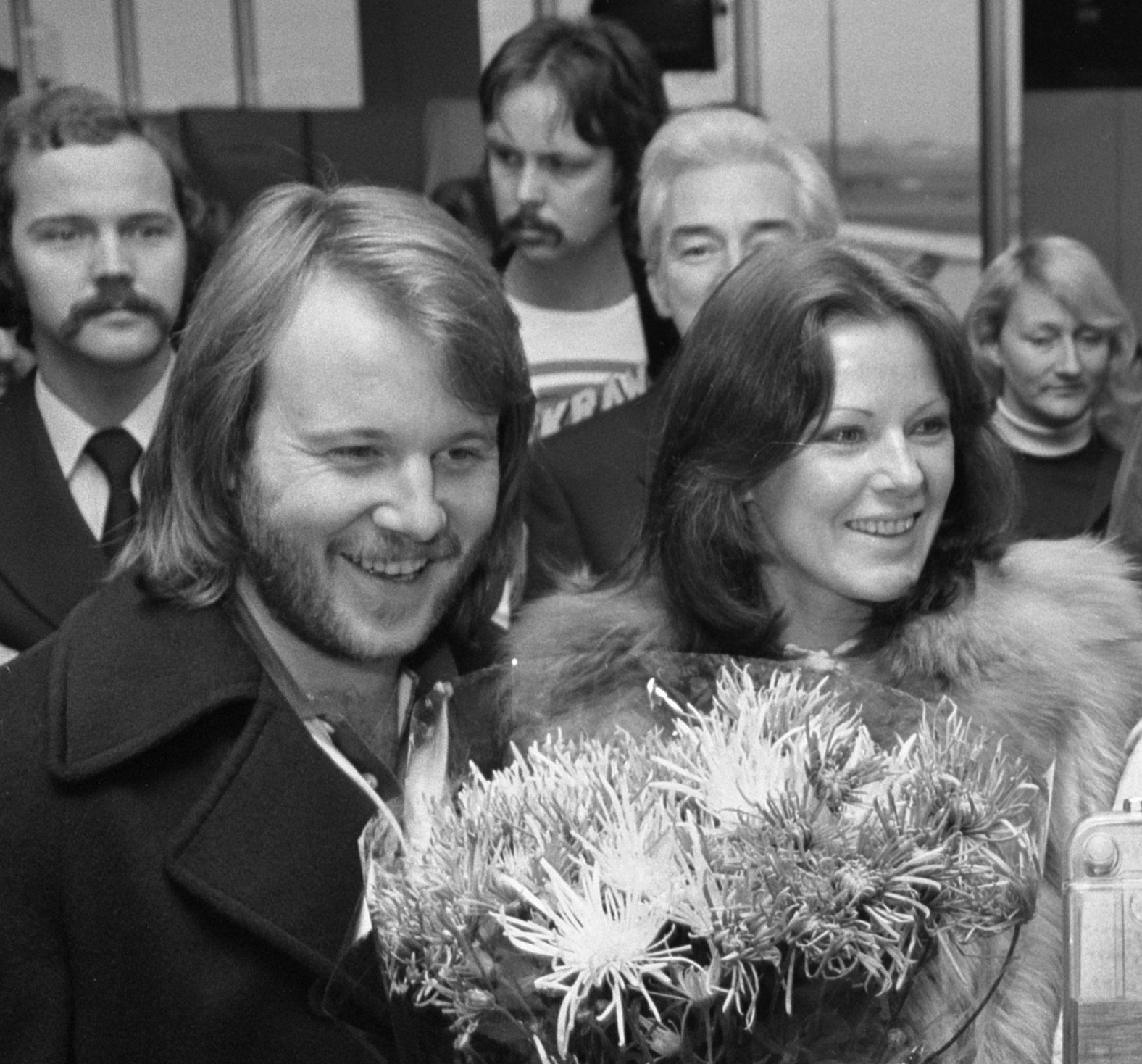
Benny e Frida em 1976.

Na noite de 05 março de 1969, após um show que o The Hep Stars apresentou no Arkaden, em Malmo (uma região ao sul da Suécia), Benny foi tomar um "drink" no bar Kocksa Krogen e acaba conhecendo Frida. 
Conversaram sobre música, suas carreiras e outros assuntos, mas naquele momento nada surgiu entre eles. No entanto o destino se incumbiria de uni-los novamente no dia  31 de março, na cidade de Estocolmo. Isso ocorreu num programa de rádio chamado Midnight Hour, onde ambos faziam parte de um júri.
A partir daí, Frida e Benny passam a se encontrar com freqüência, até que surge um romance entre eles e em agosto de 1969 decidem viver juntos.
Em 6 de outubro de 1978 Benny e Frida se casam,  numa cerimônia simples e apenas assistida pelos amigos mais íntimos.  No entanto para surpresa dos fãs, em 12 de fevereiro de 1981, após dois anos e quatro meses de casamento, é anunciado o divórcio de Benny e Frida. 
Ambos sofreram muito com a separação, em uma breve entrevista, Benny disse que ficou arrasado e Mona o tirou da solidão. 
Os tablóides suecos revelam que o motivo principal seria o fato de Benny ter se apaixonado pela apresentadora de noticiário de TV, Mona Nörklit. Mas anos depois, Benny diz que já estavam separados quando conheceu a apresentadora. 
A notícia tinha fundamento, pois Benny casou-se com Mona Nörklit, em 3 de dezembro de 1981. Desse casamento nasceu, Ludvig Mats Vilhelm Andersson, em  10 de janeiro de 1982.
Benny e Frida não tiveram filhos.

## ABBA
Em 1972 os trabalhos de Benny com Björn, Agnetha e Frida começam a ficar cada vez mais intensos, eles lançam os singles "People Need Love" e em 1973 gravam o álbum Ring Ring, que se torna um grande sucesso em uma boa parte de Europa. Em 1974 passam a se chamar ABBA, e ganham o festival Eurosivion com a canção "Waterloo".
No ABBA, Benny Andersson (juntamente com Björn Ulvaeus), foi responsável por canções que marcaram gerações, canções essas ouvidas até os dias de hoje, como Dancing Queen, Mamma Mia, Knowing Me Knowing You, Money Money Money, Gimme Gimme Gimme ( A Man After Midnight ), Fernando, Chiquitita, The Winner Takes It All entre outras. Ganhou vários discos de ouro e de platina e realizou duas grandes turnês mundiais.
O ABBA nunca anunciou oficialmente o seu fim. Os integrantes apenas informaram que queriam tirar férias. Mas na verdade as tais férias nada mais eram que o fim do grupo.

## Pós ABBA
Após o término do ABBA, Björn e Benny continuaram a parceria. Começaram a escrever em 1983 o musical Chess, juntamente com o letrista Tim Rice (Jesus Cristo Superstar, Cats, Evita, etc). Um álbum foi lançado em meados de 1984 e em maio de 1986 o musical estreia no teatro West End, de Londres.
Foi um grande sucesso na Europa, mas quando apresentado nos Estados Unidos, foi praticamente ignorado, realizando uma temporada curta na Broadway. De qualquer forma, o musical acabou deixando nas paradas de mundo inteiro o hit "One Night In Bangkok", cantando por Murray Head.
Benny apresenta em 1987 seu primeiro álbum solo em vinte e três anos de carreira, "Klinga Mina Klockor", com a participação do grupo flautista Orsa Spelman. O disco é quase todo instrumental e conta com a presença de Frida no coral. "Klinga Mina Klockor" foi sucesso de público e crítica na Suécia.
Novamente com os Orsa Spelman, ele grava em 1989 o álbum "November 89". Como o anterior, o segundo disco solo de Benny foi um sucesso na Suécia.
Em 1990, Benny volta a trabalhar com Björn. A dupla decide escrever um novo musical. Dessa vez eles queriam algo exclusivamente em sueco, e escolhem a estória "Os Emigrantes", do escritor sueco Vilhelm Moberg, como base de seu novo trabalho. O resultado é "Kristina Från Duvemåla", que estreia em outubro de 1995 e torna-se um grande sucesso em toda Suécia.
Em 2000, Benny forma a Benny Anderssons Orkester, também conhecida com BAO, onde tocam música folclórica tipicamente sueca. O disco de estreia sai em junho de 2001 e em 2004 é lançado o segundo, chamado simplesmente BAO. Ambos foram sucessos na Suécia, solidificando o prestígio de Benny como um do maiores músico daquele país.
Atualmente Benny Andersson realiza pequenas apresentações com sua orquestra e/ou com seus amigos flautistas do Orsa Spelman. Mora em Estocolmo, com sua esposa Mona, e sempre que pode, participa das estreias do musical produzido pelo seu amigo Björn, o Mamma Mia!.

## Discografia
Com Bjorn Ulvaeus.
- - Lycka - 1970
  - Chess (musical) - 1983 (Musical) - Polar Records/ Polydor/ Polygram.
  - Kristina Från Duvemåla - 1990 (Musical)

Com Orsa Spellman.
- - Klinga Mina Klockor - 1987
  - November 1989 - 1989

Com a Benny Anderssons Orkester.
- - Benny Anderssons Orkester Album - 2001
  - BAO - 2004
  - BAO På Turné - 2006
  - BAO 3 - 2007
  - O Klang Och Jubeltid - 2011